# Ie Naki Ko Remi
Ie Naki Ko Remi (家なき子レミ, traduzido como "Remi a Criança Desabrigada") é uma série de anime japonesa produzida pela Nippon Animation  como parte da World Masterpiece Theater e teve 26 episódios, foi transmitida entre 1996 até 1997 no Japão pela Fuji TV. O show foi dirigido por Kusaba Kouzo e o roteiro adaptado por Man Shimada, com o design de personagens feitos por Ooshiro Katsu.
A história foi adaptada do romance francês Sans famille, de 1878, escrito por Hector Malot (também teve uma adaptação anterior do anime Nobody's Boy: Remi de 1977); esta versão fez grandes mudanças a partir do livro, inclusive mudando o sexo do personagem principal e o capítulo "Swan", juntamente com muitos outros eventos principais.
Começou a ser exibida em 1 de setembro de 1996; O show foi cancelado pela Fuji Television por causa da baixa audiência; e terminou em 23 março de 1997, com uma baixa contagem de 23 episódios. A série completa com os 26 episódios foi mais tarde ao ar pelo canal Animax, que traduziu e dublou esta série para o inglês sob o título Remi, Nobody's Girl, bem como outros idiomas, incluindo: "Remy, la niña sin hogar" (Espanha), "Remy la bambina senza famiglia" (Itália) e "دروب ريمي" (Mundo Árabe) onde a série fez bastante sucesso.
Esta série nunca foi dublada para o português, nem exibida nos Países lusófonos.

## Enredo
Remi, Nobody's Girl conta a história de Remi, uma menina alegre e de bom coração, que é uma excelente cantora e vive na cidade francesa de Chavanon com sua mãe. Um dia seu pai retorna à cidade depois de um longo período de trabalho em uma cidade. Ela descobre que ela era uma "criança abandonada" que foi adotada pela mãe Barberin. Seu padrasto Jerome deixa de trabalhar em Paris e espera a Mãe Barberin para enviar Remi para o reformatório. Ele volta 10 anos depois, descobre que Remi ainda está lá, e fica furioso e Remi está quase sendo vendida para um comerciante de escravos do mal.
Vitalis, um anfitrião que passeia pelo lugar, ajuda Remi. Vitalis descobre seu talento para cantar e leva-la com sua trupe. Remi começa sua jornada com Vitalis e sua trupe de animais como o macaco Joli-Coeur e os cães Capi, Dolce e Zelbino. Em suas viagens com Vitalis e sua companhia, ela deve suportar e superar muitas dificuldades ao olhar para a sua verdadeira família.

## Personagens
Remi Barberin (レミ・バルブラン, Remi Baruburan)
- Com a voz de Mitsuko Horie.

- Uma menina de 10 anos de idade, brilhante e cheia de energia que é uma excelente cantora. Ela foi criada em um vilarejo francês chamado Chavanon, mas ela não sabe onde ela nasceu. Depois que seu pai, Jerome, retorna de Paris, ele fica aborrecido que ela ainda estava na casa dele. A mãe revela a Remi que ela era uma criança abandonada e não se sabe onde seus verdadeiros pais residem. Então Jerome vende-la a um comerciante de escravos, mas mais tarde foi resgatada por Vitalis. Ela se torna parte da trupe de Vitalis e canta e se apresenta com sua banda.

Anne Barberin (アンヌ・バルブラン, Annu Baruburan)
- Com a voz de Kumiko Hironaka.

- Seu marido, Jerome, encontrou Remi abandonada ainda criança em uma esquina de Paris. Depois, Jerome deixa de trabalhar em Paris e Anne levanta Remi em segredo.

Nana (ナナ・バルブラン, Nana Baruburan)
- Com a voz de Junko Shimakata.

- Irmã mais nova de Remi, ela é a verdadeira filha de Anne Barberin.

Jerome (ジェローム・バルブラン, Jerōmu Baruburan)
- Com a voz de Masahiko Tanaka.

- O padrasto de Remi. Enquanto em Paris, ele encontrou Remi como um bebê, abandonado em um beco. Vendo que ela veio de uma família rica, ele acredita que seria dada uma recompensa se ela fosse devolvida à sua família. No entanto, sem sucesso, ele não poderia encontrar sua família e levou-a para casa com ele em Chavanon. Ele vai embora para Paris para trabalhar e espera que sua esposa para se livrar de Remi na vila mandá-la para o reformatório. Ele retorna dez anos depois por causa de um acidente de trabalho e vende Remi a um comerciante de escravos para obter dinheiro.

Rosette (ルーセット, Rūsetto)
- A vaca da família, que foi vendida porque o amigo de Jerome pagou para o tratamento de Jerome e ele foi prometido para dar de presente em troca da Rosette.

Vitalis (ヴィタリス, Vitarisu)
- Com a voz de Fubito Yamano.

- O proprietário de três cães e um macaco. Ele é um artista que viaja por toda a França. Ele tem a habilidade de tocar violino. À primeira vista, ele parece assustador, no entanto, ele é muito gentil. Ele ensinou Remi a ler e escrever, porque não havia escola na sua cidade natal. Por causa de sua idade avançada, ficou doente e faleceu.

Milligan (ミリガン婦人)
- Com a voz de Eiko Yamada.

- Uma dama britânica que em Toulouse encontra Remi e acredita que Vitalis é inocente. Ela procura por sua filha que foi sequestrada, não muito tempo após o nascimento. Depois de Arthur contou a ela sobre o broche que Remi tinha à semelhança do seu, ela percebeu que Remi era sua filha que foi sequestrada há dez anos.

Arthur (アーサー, Āsā)
- Com a voz de Yumi Touma.

- Filho da Sra. Milligan, que está paralisado e numa cadeira de rodas. Ele era inicialmente frio com Remi no começo, mas torna-se um bom amigo para ela. Ele tinha a convicção de que todo mundo estava apenas preocupado com sua saúde e que ele era um fardo para eles. Quando Remi tenta salvá-lo de cair no rio, ele diz a ela que ele pode ser melhor morto do que vivo. No entanto, Remi fez perceber que se ele morrer, sua mãe vai morrer assim desde que ela vai ter mais ninguém para cuidar mais. Ouvindo essas palavras, ele retorna a realidade. Ele descobriu que a partir de sua mãe que ele é irmão de Remi.

Nelly (ネリー, Nerī)
- Com a voz de Megumi Hayashibara.

Mattia (マチア, Machia)
- Com a voz de Shinobu Adachi.

- Um dos meninos que viviam com Gaspard. Ele é o líder dos filhos. Para ganhar a vida com Gaspard, ele e Ricardo o carteirista dos ricos. Ele parou de roubar depois de ouvir apelos de Remi. Ele tornou-se ligado a Remi por causa de sua bondade e gentileza. Ele é bom em tocar violino. No último episódio prometeu trabalhar duro para que ele possa estar no mesmo status social e pedir a Remi para ficar com ele para sempre.

Lise (リーズ, Rīzu)
- Com a voz de Mika Nakai.

- Uma das meninas que viveram com Gaspard. Ela tornou-se uma boa amiga de Remi depois que ela protegeu do abuso de Gaspard.

Ricardo (リカルド, Rikarudo)
- Com a voz de Hiro Yuuki.

- Um dos meninos que viviam com Gaspard. Assim como Mattia, ele era um dos carteiristas da riqueza para que ele possa viver com Gaspard. Ele é um amigo de Mattia, mas eles frequentemente argumentam.

Marcel (マルセル, Maruseru)
- Com a voz de Kyoko Tsuruno.

- Um dos meninos que viviam com Gaspard. Ele brevemente cuidou de gatinho branco, a quem ele chamou de Shiro, mas ele foi devolvido ao seu proprietário.

Maria (マリア, Maria)
- Com a voz de Kae Araki.

- Uma das meninas que viveram com Gaspard.

Gaspard (ガスパール, Gasupāru)
- Com a voz de Nobuaki Fukuda.

- Um conhecido de Vitalis. Ele usa crianças desabrigadas e trata-las como escravos. Ele usa o dinheiro que ele recolhe delas para seus próprios fins.
- Ele é baseado em Garofoli da história original.

Capi (カピ, Capi)
- Um cão de companhia de Vitalis. Ele tem um senso de responsabilidade e de fortes qualidades de liderança. Seu nome vem do "capitale" italiano. Ele protegeu Remi e Joli-Coeur de lobos, mas perdeu seus colegas companheiros cães. Após a passada de Vitalis, ele continua sua jornada com Remi e Joli-Coeur.

Zerbino (ゼルビーノ, Zerubino)
- Um cão de companhia de Vitalis. Ele é conhecido como único. Zerbino é a palavra italiana para "elegante". Ele foi morto ao defender Remi e Joli-Coeur dos lobos.

Dolce (ドルチェ, Dorushi)
- Uma Buldogue francesa de Vitalis. Ela se apega a todos. O nome "Dolce" é a palavra italiana para "suave". Ela foi morta ao defender Remi e Joli-Coeur de lobos.

Joli-Coeur (ジョリクール, Jorikūru)
- Com a voz de Chie Sato.

- O macaco de Vitalis. Ele age quase como um ser humano e é um artista natural. Ele também é muito travesso. Ele foi atropelado por uma carroça e precisa receber tratamento adequado de um veterinário. Ele sobrevive e continua sua jornada com Remi e Capi.

## Episódios
Títulos dos episódios:
1. O concurso de canto
2. O senhor Vitali
3. A companhia de teatro do Sr. Vitali
4. Um presente fabuloso
5. O milagre de Mary
6. A pequena Sara
7. O rapto de Capi
8. O incêndio
9. O encontro com o destino
10. O incidente de Arthur
11. Uma nova jornada
12. A trilha de montanha
13. Adeus da neve
14. A viagem solitária
15. Novos amigos
16. A gatinha perdida
17. Perdida no labirinto
18. Mãe e filha perto e de longe
19. A família vagueia
20. O amigo do coração
21. O violino
22. Medo na mineração
23. O desejo (The Wish)
24. Amor dividido
25. A fuga
26. A mamãe

## Música
Tema de abertura
Ai ni Tsuite / "Sobre o amor" (愛について)
Letras: Masashi Sada
Composição e arranjo: Katsuhisa Hattori
Performance: Masashi Sada
Tema de encerramento
Shiawase no Yokan / "Foreboding Happiness" (しあわせの予感)
Letras: Fumiko Okada
Composição e arranjo: Katsuhisa Hattori
Performance: Youca